# Halichondrida
Halichondrida é uma ordem de esponjas da classe Demospongiae.

## Famílias
- Axinellidae Carter, 1875
- Bubaridae Topsent, 1894
- Dictyonellidae Van Soest, Diaz e Pomponi, 1990
- Halichondriidae Gray, 1867
- Heteroxyidae Dendy, 1905